# Nalerigu
Nalerigu es la ciudad más grande de la Asamblea Mamprusi Este en la región noreste de Ghana, así como la capital tradicional del pueblo Mamprusi, la sede del Jefe Supremo, el NaYiri. Nalerigu es también la capital de la región noreste de Ghana.
También es la ubicación de un hospital privado, el Baptist Medical Center, la facultad de Ciencias de la Salud y la Escuela Secundaria Nalerigu. La escuela es una institución de segundo ciclo.

## Turismo y atracciones
- Escarpa de Gambaga
- Cuevas de las palomas (Ŋmana Feeri)
- Palacio del NaYiri
- Muro de NaJeringa[6]